# Shaheen Raza
Shaheen Raza (n. 1954, Gujranwala⁠(d), Pakistan – d. 20 mai 2020, Lahore, Punjab, Pakistan) a fost o politiciană pakistaneză, membră a Adunării Provinciei Punjab din august 2018 până în mai 2020. A murit din cauza complicațiilor cauzate de COVID-19 pe 20 mai 2020.

## Carieră politică
A fost aleasă membră a Adunării Provinciei Punjab din partea Pakistan Tehreek-e-Insaf (PTI) pe un loc rezervat pentru femei în timpul alegerilor generale în Pakistan, 2018.

## Deces
Raza a murit în Lahore din cauza complicațiilor cauzate de COVID-19 pe 20 mai 2020, la vârsta de 69 de ani, în timpul pandemiei de coronaviroză. Potrivit surselor, aceasta a fost infectată cu virusul SARS-CoV-2 în timp ce vizita un spital de campanie pentru tratamentul pacienților COVID-19. Conform Dawn, ea avea 60 de ani la momentul decesrului și suferea de diabet și tensiune, în timp ce Reuters menționează că avea 65 de ani.